# 𰛂

一次日食

𰛂（一譯冕素，英語： 又稱 ），是19世紀假設的一種化學元素的名稱。這個名稱是由1887年由格魯瓦德教授（Gruenwald）命名，其靈感來自日冕。 日冕中出現了一條新的原子幼綠色譜線，當時被認為是由一種新元素發出的，這與在實驗室條件下看到的任何其他元素都不一樣。後來確定它是由正13價鐵（Fe13+）離子發出的，而當時無法在實驗室中生產電離度如此高的鐵。

## 太陽光譜學
在1869年8月7日日食期間，查爾斯·奧古斯都·揚和威廉·哈克尼斯在日冕光譜中獨立觀察到一條波長為 530.3 nm 的綠色天體光譜譜線。由於這條譜線與任何已知材料的譜線都不對應，因此有人提出它是由一種未知元素引起的，暫時命名為𰛂。
1898年，由拉斐羅·納西尼（Raffaello Nasini）領導的意大利化學家小組，也在維蘇威火山釋放的氣體中發現了這種假定的元素。
1902年，俄羅斯化學家和化學教育家德米特里·門捷列夫試圖建立以太的化學概念，假設存在兩種原子量小於氫的惰性化學元素。在這兩種氣體中，他認為較輕的是一種無孔不入、無所不在的氣體，而稍重的是𰛂。後來他將 coronium 改名為 newtonium。
直到1930年代，沃爾特·格羅特里安和本特·埃德倫才發現，530.3 nm 處的譜線其实是由高度電離的鐵 （Fe13+） 引起的；日冕光譜中其他不尋常的譜線，也是由例如鎳等的高電荷離子引起，而高電荷離子是由日冕的極端高溫所產生。 530.3 nm 的譜線曾被錯誤分類為鐵的譜線編號1474。

## 參看
- 氦
- 星冕
- 光譜學

## 延伸閱讀
- Claridge, George C. . Journal of the Royal Astronomical Society of Canada. 1937, 31: 337–346. Bibcode:1937JRASC..31..337C.

## 外部連結
- . Laser Stars.   [2008-08-25]. （原始内容存档于2008-09-23）.